# COVID-19 в Амазонасе

Муниципалитеты в штате Амазонас с количеством заболевших на 100 000 жителей

В этой статье говорится о событиях, произошедших в штате Амазонас во время пандемии COVID-19 в Бразилии. Первый случай произошел с 39-летней женщиной, вернувшейся из Англии.

## 2020
13 марта 2020 года первый случай заболевания был подтвержден в столице штата г. Манаусе — заразилась 39-летняя женщина, вернувшаяся из Лондона. 24 марта в Паринтинсе подтверждена первая смерть от COVID-19 — скончался 49-летний мужчина с системной артериальной гипертензией. 30 марта в штате подтверждена вторая смерть и первая в столице, Манаусе. Погибшим оказался музыкант Робсон де Соуза Лопес, «Биньо». Ему было 43 года, с 20 марта он находился в больнице. Он был носителем астмы. 21 марта губернатор штата Амазонас Уилсон Лима приказал закрыть бары и рестораны по всему штату, чтобы сдержать распространение нового коронавируса. 24 марта губернатор Уилсон Лима санкционировал исследование использования хлорохина для борьбы с новым коронавирусом у пациентов в штате.

### Коллапс в Манаусе
20 апреля в Манаусе начали хоронить людей в братских могилах на крупнейшем кладбище города, фотографии вызвали резонанс по всей Бразилии.
24 апреля 2020 года в Манаусе зафиксирован коллапс в сфере здравоохранения и похоронных услуг. В столице штата Амазонас койки отделений интенсивной терапии (ОИТ) были загружены на максимум, как и в больнице 28 де Агосто, где начали скапливаться трупы, которые не успевали хоронить. Морги Манауса не справлялись с количеством трупов, и неподалеку от больниц пришлось установить охлаждающие контейнеры.

## 2021

### Вторая волна COVID-19 и новый коллапс
12 января 2021 года в Амазонасе случился пик потребности в кислороде, превышавший возможности его поставки, и был объявлен комендантский час. Хорхе Арреаса, министр иностранных дел Венесуэлы, следуя указаниям Николаса Мадуро, предложил помощь своей страны правительству штата Амазонас. Губернатор штата Уилсон Лима поблагодарил президента Венесуэлы в социальной сети. Первой мерой помощи федерального правительства была отправка 350 баллонов кислорода в самолетах ВВС Бразилии (FAB) с 8 по 10 января.
Министр здравоохранения штата Амазонас обратился к федеральному правительству с просьбой предоставить новое кислородное оборудование 7 января 2021 года, но почти ничего не было сделано до тех пор, пока такое оборудование не закончилось, в итоге 16 января не хватило 4650 баллонов кислорода и, по данным Минздрава, в регион отправили 5000 кубометров. Минздрав знал о возможности коллапса с 4 января 2021 года.

## Причины второй волны в Манаусе с научной точки зрения
Исследование, проведенное после первой волны инфекции, показало наличие защитных антител у 52,5 % горожан, при этом расчётный показатель, вычисленный на основе предположений о падении уровня антител со временем и о том, что не все переболевшие были выявлены, составил 76 %.
Таким образом, доля людей, переболевших COVID-19 и имеющих защитный иммунитет, к началу волны должна была превышать пороговый уровень коллективного иммунитета. Тем не менее, вторая волна всё равно случилась и оказалось заметно сильнее первой.
Ученые предполагают различные объяснения этого явления:
- Неверное вычисление расчетной доли переболевших (при этом даже фактически измеренное число должно было сгладить вспышку)
- Ослабевание иммунитета переболевших со временем (при этом исследвания не подтверждают ослабевание иммунитета за такой срок)
- Пониженная чувствительность распространенного в Амазонасе штамма B.1.1.248 к защитным антителам
- Повышенная заразность этого штамма
- Совокупное влияние нескольких из перечисленных выше причин

### Критика метода подсчета числа переболевших
Методика подсчета числа переболевших критиковалась по следующим причинам:
- доноры крови с любыми математическими поправками не могут стать основой для экстраполяций на всё население
- перспектива бесплатного тестирования на COVID-19 при сдаче крови побуждала к донорству именно переболевших и контактных
- центр крови сотрудничал с Uber и предлагал скидку донорам, едущим сдавать кровь

В итоге, основываясь на данных, достоверность которых не была в достаточной степени однозначной, были приняты политические решения об отмене карантинных ограничений, что в конечном итоге привело к губительной второй волне и распространению мутации, частично ускользающей от иммунной защиты, в результате естественного отбора.